# 兵庫県立播磨福崎高等学校
兵庫県立播磨福崎高等学校（ひょうごけんりはりまふくさきこうとうがっこう）は、兵庫県神崎郡福崎町に位置する県立高等学校。

## 設置学科
- 普通科
- 文理探究科

文理探究科は各学年1クラス（定員40名）設置され、県下全域から出願できる推薦入試の合格者で編成される。探究活動に特化した科目「ライフ・サイエンス」が3年間を通して設定され、文系と理系を融合した学びを目指す。普通科は第4学区から出願できる一般入試の合格者で編成され、1年次は全員共通の科目、2年次より文系と理系にクラスが分かれる。

## 沿革
- 2025年4月1日 - 兵庫県立福崎高等学校と兵庫県立夢前高等学校を統合し、開校[2]。